# Кирил Воденски
Кирил (на гръцки: Κύριλλος, Кирилос) е гръцки духовник, митрополит на Вселенската патриаршия.

## Биография
През юли 1821 е избран и по-късно ръкоположен за воденски митрополит. През юли 1827 година подава оставка. В 1829 година се установява в Навплио. Умира около 1831 година.